# Order „Zwycięstwo”
Order „Zwycięstwo” (ros. Орден «Победа») – najwyższe odznaczenie bojowe Związku Radzieckiego.
Zostało ustanowione dekretem Rady Najwyższej ZSRR z 8 listopada 1943 (jednocześnie zatwierdzono statut i opis orderu). Natomiast dekretem z 18 sierpnia 1944 została zatwierdzona wstążka orderowa oraz sposób i miejsce noszenia odznaczenia. Order ustanowiono w 26. rocznicę rewolucji październikowej.

## Zasady nadawania
Zgodnie z artykułem 1. statutu order ten nadawano dowódcom najwyższych szczebli za wybitne zasługi położone w zwycięskie przeprowadzenie operacji na szczeblu jednego lub kilku frontów. Mógł być również nadawany wyższym dowódcom państw koalicji antyhitlerowskiej.
Jako pierwsi Orderem „Zwycięstwo” zostali odznaczeni 10 kwietnia 1944 Marszałek Związku Radzieckiego Gieorgij Żukow, w tym czasie zastępca naczelnego wodza i dowódca 1 Frontu Ukraińskiego oraz szef Sztabu Generalnego marsz. Aleksandr Wasilewski.
W dowód szczególnego uznania nazwiska kawalerów tego orderu umieszczane były na specjalnej tablicy w Wielkim Pałacu Kremlowskim.

## Opis odznaki
Odznakę orderu stanowiła pięcioramienna gwiazda wykonana z platyny z pięcioma dużymi rubinami na ramionach. Na obrzeżu gwiazdy oraz pękach promieni osadzone były brylanty. W środku awersu na błękitno emaliowanej tarczy znajduje się wypukłe, wykonane ze złota wyobrażenie murów Kremla z Mauzoleum Lenina i wieżą Spasską na pierwszym planie. Nad basztą umieszczony jest biało emaliowany napis CCCP, po bokach girlandy z liści dębu i wawrzynu z osadzonymi na nich brylantami, a u dołu wypisany białymi literami na czerwonej emalii napis ПОБЕДА („Zwycięstwo”). Order ma wymiary 72 × 72 mm, a waga 174 brylantów wynosi około 16 karatów.
Na rewersie znajduje się numer odznaczenia oraz słupek z nakrętką.
Wstążka o szerokości 46 mm jest wielokolorowa, w środku posiada duży czerwony pas, a po bokach symetrycznie wąskie paski – zielony, niebieski, bordowy, jasnoniebieski i pomarańczowy z wąskim czarnym paskiem. Symbolizują one wstążki sześciu sowieckich orderów – Sławy, Bohdana Chmielnickiego, Aleksandra Newskiego, Kutuzowa, Suworowa i Lenina.
Order noszono na lewej stronie piersi, 12–13 cm powyżej pasa (przy drugim nadaniu – obok pierwszego), a baretkę – na lewej piersi, oddzielnie 1 cm ponad wszystkimi innymi baretkami.

## Kawalerowie Orderu „Zwycięstwo”
1. Marszałek Związku Radzieckiego Gieorgij Żukow – dwukrotnie (10 kwietnia 1944[6] i 30 marca 1945[7])
2. Marszałek Związku Radzieckiego Aleksandr Wasilewski – dwukrotnie (10 kwietnia 1944[8] i 4 czerwca 1945[9])
3. generalissimus Józef Stalin – dwukrotnie (28 lipca 1944[10] i 26 czerwca 1945[11])
4. Marszałek Związku Radzieckiego Iwan Koniew (30 marca 1945)[7]
5. Marszałek Polski i Marszałek Związku Radzieckiego Konstanty Rokossowski (30 marca 1945)[7]
6. Marszałek Związku Radzieckiego Rodion Malinowski (26 kwietnia 1945)[12]
7. Marszałek Związku Radzieckiego Fiodor Tołbuchin (26 kwietnia 1945)[13]
8. Marszałek Związku Radzieckiego Leonid Goworow (31 maja 1945)[14]
9. Marszałek Związku Radzieckiego Siemion Timoszenko (4 czerwca 1945)[15]
10. generał armii Aleksiej Antonow (4 czerwca 1945)[16]
11. Marszałek Związku Radzieckiego Kiriłł Mierieckow (8 września 1945)[17]
12. Marszałek Związku Radzieckiego Leonid Breżniew (20 lutego 1978) – nadanie anulowano w 1989, jako niezgodne ze statutami[c]
13. generał Dwight Eisenhower – amerykański dowódca sił alianckich w czasie inwazji w Europie (5 czerwca 1945)[18]
14. marszałek polny Bernard Montgomery – brytyjski dowódca wojsk alianckich w Normandii i w Afryce Północnej (5 czerwca 1945)[18]
15. król Rumunii Michał I – zwierzchnik Sił Zbrojnych Rumunii, który przyczynił się do ich przejścia na stronę koalicji antyhitlerowskiej (6 lipca 1945)[19]
16. Marszałek Polski Michał Rola-Żymierski – Naczelny Dowódca Wojska Polskiego (10 sierpnia 1945)[20]
17. Marszałek Jugosławii Josip Broz-Tito – Naczelny Dowódca Sił Zbrojnych Jugosławii (9 września 1945)[21]